# Чапаєво (Асекеєвський район)
Чапа́єво (рос. Чапаево) — селище у складі Асекеєвського району Оренбурзької області, Росія.

## Населення
Населення — 218 осіб (2010; 281 у 2002).
Національний склад (станом на 2002 рік):
- росіяни — 49 %